# Gare de Wormhout
La gare de Wormhout est une ancienne gare ferroviaire française de la ligne de chemin de fer secondaire d'Herzeele à Saint-Momelin de la  Société générale des chemins de fer économiques (SE), située sur le territoire de la commune de Wormhout, dans le département du Nord en région Hauts-de-France.

## Histoire
La gare de Wormhout est mise en service en 1910 lors de l'ouverture de la section Herzeele - Esquelbecq de la ligne de chemin de fer secondaire à écartement métrique d'Herzeele à Saint-Momelin de la Société générale des chemins de fer économiques. Elle est fermée en 1951 lors de la suppression de la ligne.
La gare désaffectée a été transformée en logement.

## Sources et bibliographie

### Sites internet
- « Liste des chemins de fer secondaires NORD (59) », sur le site de la FACS